# Harry Gregson-Williams
Harry Gregson-Williams (n. 13 decembrie, 1961) este un compozitor englez de muzică de film.
Harry Gregson-Williams s-a născut în Anglia și încă de la o vârstă mică a fost considerat un extraordinar cântăreț, intrând în corul colegiului St. John din Cambridge. Mai târziu a intrat la școala de Muzică și Arte dramatice. Inițial, el a lucrat ca profesor de muzică, dar cariera sa muzicală a făcut un pas mare înainte. A început să lucreze cu compozitorul Stanley Myers ca orchestrator și mai tarziu s-a întâlnit cu un alt compozitor de muzică de film, Hans Zimmer.
A devenit unul din compozitorii legendarei companii Media Ventures și a colaborat cu unii din prietenii săi co-fondatori. Colaborările sale includ Hans Zimmer (Broken Arrow și The Prince of Egypt), Nick Glennie-Smith (The Rock), Trevor Rabin (Enemy of the State și Armageddon) și cu John Powell (Antz și Shrek), fără îndoială ultima sa colaborare fiind cea mai de succes.
Primele sale compoziții proprii includ The Whole Wide World, The Borrowers, The Replacement Killers, The Match și King of the Jungle. A fost de asemenea foarte ocupat pentru muzica din Spy Kids (împreună cu mulți alți compozitori) și a compus muzica de la Spy Game împreună cu regizorul Tony Scott.
În 2001 a compus primele sale coloane sonore pentru jocuri pe computer pentru Metal Gear Solid 2: Sons of Liberty și continuarea în 2004 Metal Gear Solid 3: Snake Eater.
Mai multă libertate a venit în 2002 pentru Passionada și partiturile pentru Sinbad - Legend of the Seven Seas, partituri mai dramatice pentru Veronica Guerin și muzica din Shrek 2.
Cele mai mari succese ale sale au venit în 2005 cu două mari proiecte: muzica din filmul Kingdom of Heaven (regizat de Ridley Scott) și The Chronicles of Narnia: The Lion, The Witch and the Wardrode (pentru care a primit o nominalizare la Globul de Aur). De asemenea, are un contract să compună muzica pentru următorul film The Chronicles of Narnia, Prince Caspian.
Studio-ul său se numește Wavecrest Music. A fost membru al companiei lui Zimmer, Media Ventures. Este fratele lui Rupert Gregson-Williams, care este de asemenea compozitor.

## Legături externe
- Harry Gregson-Williams la Internet Movie Database
- Harry Gregson-Williams (discografie) la MusicBrainz